# Divoșîn, Ovruci
Divoșîn (în ucraineană Дівошин) este un sat în comuna Pokaliv din raionul Ovruci, regiunea Jîtomîr, Ucraina.

## Demografie
Componența lingvistică a localității Divoșîn
     Ucraineană (98,38%)
     Rusă (1,3%)
     Alte limbi (0,32%)
Conform recensământului din 2001, majoritatea populației localității Divoșîn era vorbitoare de ucraineană (98,38%), existând în minoritate și vorbitori de rusă (1,3%).